# Courant (fluide)
Pour les articles homonymes, voir Courant.
Un courant dans un fluide est l'amplitude et la direction de l'écoulement dans ce fluide. Un courant aérien présente les mêmes propriétés spécifiquement pour un milieu gazeux . Le courant sur les bords au fond est moins important qu'au milieu. Le courant est caractérisé par sa direction et sa vitesse.

## Types de courants
Les types de courants fluides comprennent:
- Courant limitrophe (en), courants océaniques dont la dynamique est déterminée par la présence d'un littoral et se divisent en deux catégories distinctes : les courants limitrophes occidentaux et les courants limitrophes orientaux.
- eau courante, un courant dans une rivière ou un ruisseau, d'un cours d'eau; écoulement plus ou moins rapide de l'eau ;
- courant littoral;
- courant océanique provoqués par les différentiels de température à la surface de la planète et des phénomènes météorologiques[2] ;
- remontée d'eau, système de courant ascendant faisant remonter vers la surface des eaux froides inférieures.
- courant d'arrachement ou contre-courant sagittal ;
- courant sagittal ;
- courant sous-marin (en) ;
- courant de turbidité ;
- courant de marée engendré par les marées ;
- courant de dérive d'Ekman et de dérive des glaces.

## Dans un cours d'eau

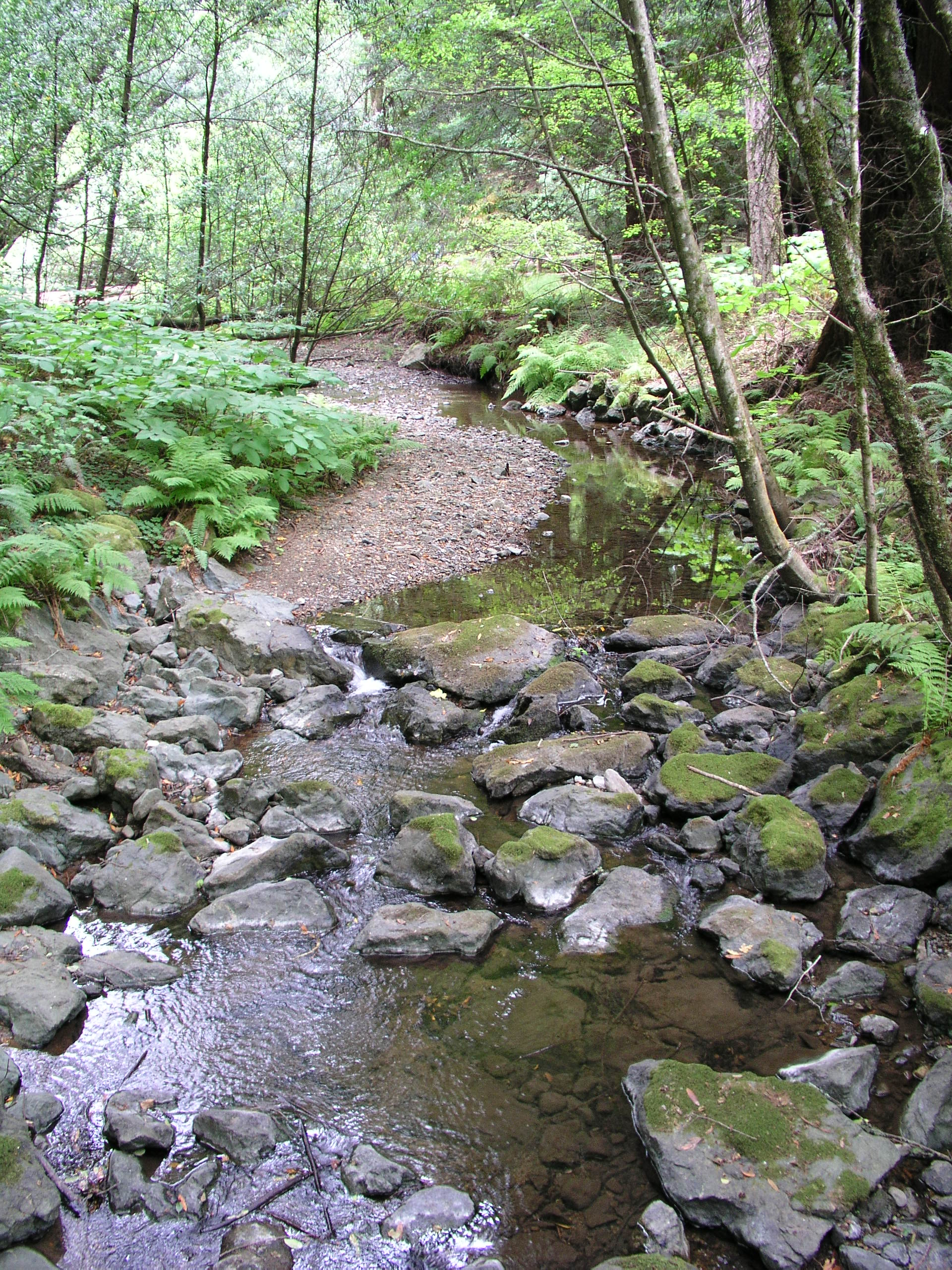
L'eau de ce ruisseau forme des courants variables en descendant.

Le courant, dans un cours d'eau ou eau courante, est le débit d'eau influencé par la gravité lorsque l'eau se déplace vers le bas pour réduire son énergie potentielle . Le courant varie dans l'espace, ainsi que dans le temps dans le courant, en fonction du débit volumique de l'eau, de la pente hydraulique, et de la géométrie du canal. Dans les zones de marée (estran), le courant dans les rivières et les ruisseaux peut s'inverser à la marée montante avant de reprendre à marée descendante.
Lorsque la pente est proche de zéro, les cours d'eau sont déplacés par la pression hydraulique de l'eau plus en amont plutôt que directement par gravité .

## Courant marin et courant de marée
Le courant marin ou océanique est un mouvement continu et dirigé de l'eau de mer généré par un certain nombre de forces agissant sur l'eau, notamment le vent, la force de Coriolis, les vagues déferlantes, le cabbeling (en) et les différences de température et de salinité . Les courbes bathymétriques, la configuration des rives et les interactions avec d'autres courants influencent la direction et la force d'un courant. Les courants océaniques sont principalement des mouvements d'eau horizontaux.
Un courant océanique circule sur de grandes distances et, ensemble, ils créent la circulation thermohaline mondiale, qui joue un rôle dominant dans la détermination du climat de nombreuses régions de la Terre . Plus précisément, les courants océaniques influencent la température des régions dans lesquelles ils se déplacent. Par exemple, les courants chauds voyageant le long de côtes plus tempérées augmentent la température de la région en réchauffant les brises marines qui les soufflent. L'exemple le plus frappant est peut-être le Gulf Stream, qui rend l'Europe du Nord-Ouest beaucoup plus tempérée que toute autre région à la même latitude. Un autre exemple est Lima, au Pérou, où le climat est plus frais, étant subtropical, que les latitudes tropicales dans lesquelles la zone est située, en raison de l'effet du courant de Humboldt. Les courants océaniques sont des modèles de mouvement de l'eau qui influencent les zones climatiques et les modèles météorologiques dans le monde. Ils sont principalement entraînés par les vents et par la densité de l'eau de mer, bien que de nombreux autres facteurs - y compris la forme et la configuration du bassin océanique qu'ils traversent - les influencent. Les deux types de courants de base - courants de surface et courants d'eaux profondes - aident à définir le caractère et l'écoulement des eaux océaniques à travers la planète.

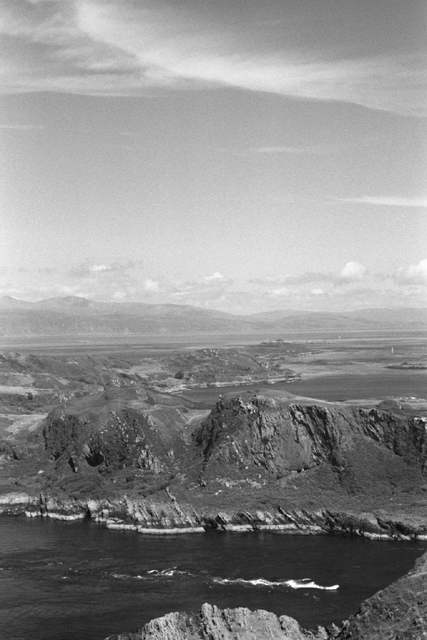
Vue sur Lunga depuis Scarba, à travers le courant de marée "Grey Dog" en Écosse.

Un courant de marée ou rapide de marée est un événement naturel par lequel une marée rapide passe par une constriction, entraînant la formation de vagues, de tourbillons et de courants dangereux. La constriction peut être un passage dont les côtés se rétrécissent, par exemple le golfe de Corryvreckan et le maelström de Saltstraumen; ou une obstruction sous-marine (un récif ou une élévation du fond marin), comme on en trouve sur la Île de Portland au Royaume-Uni. Dans des cas extrêmes, comme les Skookumchuck Narrows (en) en Colombie-Britannique, à travers lequel les marées peuvent s’écouler à plus de 17 nœuds, de très grands tourbillons se forment, potentiellement dangereux pour la navigation.

### Circulation thermohaline

Courants océaniques.

Le rayonnement solaire affecte les océans: l'eau chaude de l'équateur a tendance à circuler vers les pôles, tandis que l'eau polaire froide se dirige vers l'équateur. Les courants de surface sont initialement dictés par les conditions de vent de surface. Les alizés soufflent vers l'ouest sous les tropiques, et les vents d'ouest soufflent vers l'est aux latitudes moyennes. Ce modèle de vent applique une contrainte à la surface de l'océan subtropical avec un rotationnel négatif à travers l'hémisphère nord, et l'inverse à travers l'hémisphère sud. Le transport Sverdrup résultant se fait vers l'équateur. En raison de la conservation du tourbillon potentiel causé par les vents se déplaçant vers le pôle sur la périphérie ouest de la dorsale subtropicale et du tourbillon relatif accru de l'eau en mouvement vers les pôles, le transport est équilibré par un courant se dirigeant vers le pôle étroit et accéléré, circulant le long de la limite ouest du bassin océanique, compensant les effets du frottement avec le courant froid de la frontière occidentale qui provient des hautes latitudes. Le processus global, connu sous le nom d'intensification occidentale (western intensification), fait que les courants à la limite ouest d'un bassin océanique sont plus forts que ceux de la limite est.
En se déplaçant vers les pôles, l'eau chaude transportée par un fort courant d'eau chaude subit un refroidissement par évaporation. Le refroidissement est entraîné par le vent: le vent se déplaçant sur l'eau refroidit l'eau et provoque également une évaporation, laissant une saumure plus salée. Dans ce processus, l'eau devient plus salée et plus dense et baisse en température. Une fois la glace de mer formée, les sels sont laissés en dehors de la glace, un processus connu sous le nom d'exclusion de la saumure (brine exclusion). Ces deux processus produisent une eau plus dense et plus froide. L'eau de l'océan Atlantique nord devient si dense qu'elle commence à couler dans une eau moins salée et moins dense (l'action convective n'est pas différente de celle d'une lampe à lave). Ce courant descendant d'eau lourde, froide et dense devient une partie des eaux profondes nord-atlantiques (en), un courant d'eau vers le sud.

## Remontée d'eau
Une remontée d'eau est un phénomène océanographique qui implique un mouvement dirigé par le vent, d'une eau dense, plus fraiche, et en général une eau riche en éléments nutritifs de l'eau profonde vers la surface l'océan, remplaçant l'eau de surface plus chaude, et appauvrie en éléments nutritifs. L'eau remontée riche en nutriments stimule la croissance et la reproduction des producteurs primaires tels que le phytoplancton. En raison de la biomasse de phytoplancton et de la présence d'eau fraîche dans ces régions, les zones de remontée d'eau peuvent être identifiées par des températures de surface de la mer (SST) fraîches  et des concentrations élevées de chlorophylle-a,.
La disponibilité accrue de nutriments dans les régions de remontée d'eau entraîne des niveaux élevés de production primaire et donc de production halieutique . Environ 25% du total des captures mondiales de poissons marins (en)  proviennent de cinq remontées d'eau qui n'occupent que 5% de la superficie totale de l'océan. Les remontées d'eau provoquées par les courants côtiers ou la divergence de l'océan ouvert ont le plus grand impact sur les eaux enrichies en nutriments et les rendements de la pêche mondiale .